# Teatro japonés
El teatro japonés, que se forma durante el siglo XIV pero hereda varios siglos de bailes rituales y espectáculos de entretenimiento variados, se caracteriza por un repertorio profundamente arraigado en la literatura y por una fuerte tendencia hacia la estilización y la búsqueda de esteticismo. 
Tres períodos marcan la historia del teatro japonés. En primer lugar, los orígenes del arte teatral se buscan desde la antigüedad hasta el siglo XIV en las danzas rituales sintoístas o budistas, fiestas y entretenimiento popular y chistes y pantomimas, tanto indígenas como importados de Asia. El segundo período es el de teatro clásico, definido por tres géneros distintos: NOHGAKU (Noh y Kyogen), drama lírico refinado y poético, bunraku o ningyō jōruri, teatro de marionetas literaria y kabuki, espectáculo dramático de la burguesa. El tercer período cubre el teatro moderno, después de la apertura de Japón al mundo en la era Meiji. Los japoneses rompen con el período clásico primero a través del shingeki, el teatro experimental en Occidente, y luego con la preponderancia de la vanguardia. Cada época ha dado a luz a grandes dramaturgos que han hecho la historia del arte teatral japonesa, entre los que figuran Zeami teórico nō, Chikamatsu, instigador de un verdadero drama, Kawatake Mokuami, renovador kabuki después de la apertura del país, o Kaoru Osanai, artesano del desarrollo del teatro moderno.
Cada forma de teatro japonés, clásico o moderno, tiene características de juego y dramaturgia variadas, las más típicas son el uso recurrente de máscaras refinadas o caricaturizadas, la importancia de la danza y la música acompañante, gesto estilizado de los actores, así como la fuerte jerarquización de los roles en los grupos de teatro. 
Hoy, el arte del teatro japonés es reconocido mundialmente por su calidad, con sus tres géneros clásicos inscritos en el patrimonio cultural inmaterial de la humanidad.

## Kabuki
El «Kabuki» (歌舞伎) es seguramente el género más popular entre los tres. Los tres caracteres de la palabra «Kabuki» significan cantar, bailar y habilidad, aunque también existe la creencia de que la palabra deriva del verbo Kabuku, que significa «raro» o «extraño», algo que se relaciona con la naturaleza experimental del género. Los primeros pasos del género se dan en el periodo Azuchi-Momoyama (1573-1603), aunque se termina de consolidar en el periodo Tokugawa (1603-1867).
Proviene de entre la clase obrera como forma de expresión cultural y entretenimiento. Se trata de un teatro muy dinámico en cuanto a las representaciones, a los cambios de escenario. Los personajes se caracterizan por tener una vestimenta peculiar y bastante llamativa. Además de esto, los personajes están todos maquillados y muy estilizados con pelucas. Llama la atención también la exageración a la hora de gesticular por parte de los actuantes; esto tenía como fin el evidenciar aún más la trama, ya que por norma general la comunicación entre público y actor era complicada debido a la difícil comprensión del habla japonés antiguo. La temática del género kabuki suele abarcar dramas de amor, escenas de la historia japonesa o de la tradición budista.  Llegaron a hacerse muy famosas las obras sobre suicidios, por ejemplo. A diferencia de los demás géneros, en un principio era un género representado por mujeres, algo que hizo que el gobierno viera una provocación y una actuación que iba en contra de la moral pública, pasando a ser un género exclusivamente para actores masculinos, incluso si tenían que hacer papeles con un rol femenino.

## Nho
El teatro nho se representa sobre un escenario con dos zonas de actuación: un escenario principal y un puente que une ese escenario con la habitación despejada. Muchas obras cuentan con historias budistas e incluyen un poema recitado por los artistas.
- Datos: Q1364447
- Multimedia: Theatre of Japan / Q1364447